# Lea Thompson
Lea Katherine Thompson (Rochester, 31 mei 1961) is een Amerikaans actrice. Zij is waarschijnlijk het best bekend van de hoofdrol in de komische serie Caroline in the City, die vier seizoenen liep: zij won daarvoor een People's Choice Award en ook als Lorraine Baines-McFly, de moeder van Marty McFly in de Back to the Future-filmtrilogie.

## Biografie
Thompson wilde eigenlijk danseres worden. Als kind oefende ze uren per dag. Op haar veertiende was ze daadwerkelijk danseres en werden haar meerdere beurzen voor balletscholen aangeboden. In 1981 gaf ze deze carrière op en verhuisde ze naar New York. Hier was ze in enkele Burger King-advertenties te zien.
Thompson werd een tienerster in de jaren tachtig, hoewel ze toen in realiteit al geen tiener meer was. Sinds 2005 speelt ze telkens de hoofdrol in een serie televisiefilms getiteld Jane Doe, waarin ze als huisvrouw Cathy Davis misdaden oplost. De eerste hiervan heette Jane Doe: Vanishing Act. In 2008 vertolkte ze Davis voor de negende keer in Jane Doe: Eye of the Beholder. Van 2011 tot en met 2017 speelde ze in de televisieserie Switched at Birth, waarin een gezin ontdekt dat hun 16-jarige dochter bij de geboorte met een andere baby verwisseld werd.
Thompson trouwde in 1989 met regisseur Howard Deutch. Samen kregen ze dochters Madelyn (1991) en Zoey (1994).

## Filmografie
*Exclusief televisiefilms
- 2022:Unplugging
- 2021:Mark, Mary & Some Other People
- 2020:Dinner in America
- 2019:You Are Here
- 2018:Little Women
- 2018:Sierra Burgess Is a Loser
- 2017:The Year of Spectacular Men
- 2017:Who We Are Now
- 2017:Literally, Right Before Aaron
- 2015:The Wrong Side of Right
- 2014:Left Behind
- 2014:Ping Pong Summer
- 2012:The Trouble with the Truth
- 2011:J. Edgar
- 2011:Thin Ice
- 2009:The Check
- 2009:Balancing the Books
- 2008:Exit Speed
- 2008:Spy School
- 2008:Senior Skip Day
- 2007:Final Approach
- 2007:Out of Omaha
- 2006:10 Tricks
- 2005:Come Away Home
- 2003:Haunted Lighthouse
- 2002:Fish Don't Blink
- 1998:The Unknown Cyclist
- 1994:The Little Rascals
- 1993:Dennis the Menace
- 1993:The Beverly Hillbillies
- 1992:Article 99
- 1990:Back to the Future Part III
- 1989:Back to the Future Part II
- 1988:Casual Sex?
- 1988:Yellow Pages
- 1988:The Wizard of Loneliness
- 1987:Some Kind of Wonderful
- 1986:SpaceCamp
- 1986:Howard the Duck
- 1985:Back to the Future
- 1984:Red Dawn
- 1984:The Wild Life
- 1983:All the Right Moves
- 1983:Jaws 3-D
- 1982:MysteryDisc: Murder, Anyone?

- Bibsys: 98043427
- Biblioteca Nacional de España: XX1122556
- Bibliothèque nationale de France: cb14026034w (data)
- Gemeinsame Normdatei: 140784705
- International Standard Name Identifier: 0000 0000 7823 350X
- Library of Congress Control Number: no96042626
- MusicBrainz: 7f3a846b-0b65-4d51-9afa-61c50d977afb
- Nationale Bibliotheek van Tsjechië: mzk2009517682
- Nationale Bibliotheek van Israël: 987007439772905171
- Nationale Bibliotheek van Polen: a0000001802951
- Nederlandse Thesaurus van Auteursnamen: 073249688
- SNAC: w61q22x2
- Système universitaire de documentation: 162541694
- Virtual International Authority File: 107772234
- WorldCat: E39PBJpJdVyqvwm4pgfthRptrq